# Côte d'Angole
 (mai 2023).
Améliorez-le ou discutez des points à vérifier. 
 (mai 2023).
Si vous disposez d'ouvrages ou d'articles de référence ou si vous connaissez des sites web de qualité traitant du thème abordé ici, merci de compléter l'article en donnant les références utiles à sa vérifiabilité et en les liant à la section « Notes et références ».
L'Angole désignait, au temps de la traite négrière européenne, la côte africaine allant de l'Angola à l'embouchure du fleuve Congo.

## Histoire
C'est surtout dans la seconde partie du xviiie siècle que les négriers européens venaient s'approvisionner sur la côte d'Angole, la concurrence étant trop forte dans la côte de Guinée plus au nord. Les centres de l'Angole les plus fréquentés étaient Loango, Majumba et Gabinde.
À l'exemple des Anglais, la Compagnie d'Angola créée par l'armateur français Antoine Walsh, avait établi à Loango et à Gabinde deux vaisseaux entrepôts de 500 tonneaux qui servaient de prisons à 1 500 captifs : Le Roi de Loango et le Roi de Gabinde.

### Exemple d'une expédition négrière
Le navire négrier La Seine part le 20 mai 1788 du port de Honfleur en Normandie, les cales chargées de pacotille (armes, étoffes, produits de luxe...). Il arrive sur la côte d'Angole en octobre. Le capitaine Lacoudrais jette l'ancre dans la rade de Malembe pendant plusieurs mois, et y installe un petit comptoir à terre afin de négocier l'achat de captifs avec les courtiers,. Au total, ce sont plus de 400 individus qui sont embarqués de force, et dont seulement 350 survivants sont vendus à Cap-Français, dans la colonie française de Saint-Domingue (aujourd'hui Haïti). Le navire revient ensuite à Honfleur le 21 novembre 1789, chargé des denrées produites par les esclaves dans les plantations.

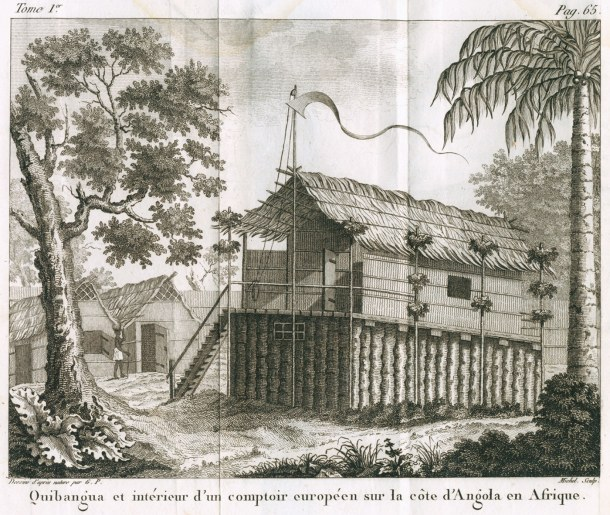
Exemple de comptoir de traite sur la côte d'Angole.
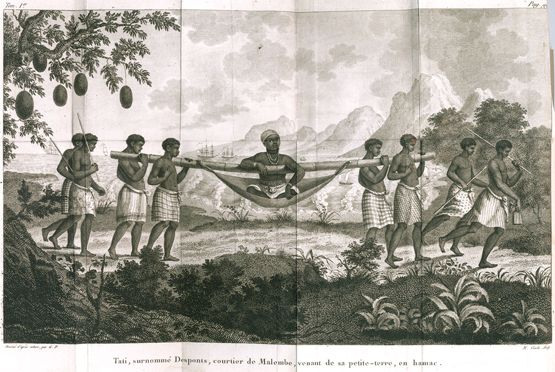
Un courtier de Malembe porté par ses serviteurs.